# Metilfenidat (MPH)
Metilfenidat (MPH) (cu denumirile comerciale Ritalin și Concerta) este un stimulant  utilizat în tratamentul tulburării hiperchinetice cu deficit de atenție (ADHD, la copii cu vârsta de cel puțin 6 ani) și al narcolepsiei.
Se crede că metilfenidatul funcționează prin blocarea recaptarii dopaminei și norepinefrinei de către neuroni.[24][25] Este un stimulent al sistemului nervos central (SNC) din clasele de fenetilamine și piperidină. Este disponibil ca medicament generic.[26] În 2021, a fost al 43-lea cel mai frecvent prescris medicament în Statele Unite, cu peste 15,2 milioane de rețete.[27][28]
 În legislația din România 
 este medicamentul de primă intenție pentru ADHD. Căile de administrare sunt oral și cutanat.Conform legislației din România, metilfenidatul se regăsește în tabelul II pentru substanțe stupefiante și psihotrope care prezintă interes în medicină, fiind clasificat ca psihotrop. De aceea, eliberarea din farmacie a produselor farmaceutice ce conțin metilfenidat necesită un control mai strict și un formular special de culoare galbenă care se reține la eliberare.
În legislația din România
În România, metilfenidatul este inclus în categoria drogurilor de mare risc, conform art. 1 din Legea 143/2000 privind prevenirea și combaterea traficului și consumului ilicit de droguri.
Se pedepsește oricare dintre următoarele operațiuni: cultivarea, producerea, fabricarea, experimentarea, extragerea, prepararea, transformarea, oferirea, punerea în vânzare, vânzarea, distribuirea, livrarea cu orice titlu, trimiterea, transportul, procurarea, cumpărarea, deținerea ori alte operațiuni privind circulația drogurilor de mare risc. Pedeapsa prevăzută de lege este închisoarea de la 5 la 12 ani.

## Utilizări medicale
Metilfenidat-ul este prescris în mod obișnuit pentru tratarea tulburării de hiperactivitate cu deficit de atenție (ADHD). În acest caz, medicamentul este perfect legal pentru deținătorul rețetei. Ca substanță controlată, nimeni altcineva nu ar trebui să aibă acces la metilfenidat.

## Reacții adverse
La doze mai mari sau folosit recreațional cauzează simptome ca amfetaminele sau alte stimulante.
Efectele adverse sunt:
- Euforie(depinde de doza și în ce scop e folosit),
- Insomnie
- Tremor
- Iritabilitate
- Stări de vârtej
- Halucinații (din cauza insomniilor sau substanță în sine)
- Sociabilitate crescută
- Stimă de sine crescută
- Migrene (depinde de doza sau în ce scop e folosit)